# ペトラ・ナレクス
ペトラ・ナレクス（ラテン語: Petra Nareks、1982年9月27日 - ）はスロベニアのジャレツ出身の女子柔道家。身長163cm。

## 来歴
2003年のヨーロッパ選手権で2位になると、翌年は3位だった。アテネオリンピックでは初戦で敗れた。

## 主な戦績
- 1998年 - ワールドユースゲームズ　3位
- 1998年 - ヨーロッパジュニア　3位
- 2000年 - ヨーロッパジュニア　3位
- 2001年 - 地中海競技大会　3位
- 2001年 - ヨーロッパジュニア　3位
- 2002年 - オーストリア国際　優勝
- 2002年 - ヨーロッパ選手権　3位
- 2002年 - 福岡国際　3位
- 2003年 - ロシア国際　優勝
- 2003年 - オーストリア国際　優勝
- 2003年 - ヨーロッパ選手権　2位
- 2004年 - ロシア国際　3位
- 2004年 - ヨーロッパ選手権　3位
- 2005年 - オーストリア国際　優勝
- 2005年 - ヨーロッパ選手権　3位
- 2005年 - 地中海競技大会　3位
- 2006年 - ブルガリア国際　優勝
- 2007年 - ブルガリア国際　優勝
- 2007年 - ヨーロッパ選手権　3位
- 2008年 - ヨーロッパ選手権　3位
- 2008年 - 嘉納杯　5位
- 2009年 - ワールドカップ・ソフィア　優勝
- 2009年 - グランプリ・ハンブルク　3位
- 2009年 - 地中海競技大会　3位
- 2009年 - 嘉納杯　2位
- 2011年 - ヨーロッパ警察柔道選手権大会　優勝
- 2011年 - ワールドカップ・タシュケント　優勝
- 2012年 - 世界警察柔道選手権大会　優勝
- 2013年 - 地中海競技大会　2位
- 2014年 - ヨーロッパオープン・ワルシャワ　優勝
- 2014年 - グランドスラム・バクー　3位
- 2014年 - グランプリ・ブダペスト　3位
- 2015年 - アフリカオープン・チュニス　優勝